# Hypercompe obesa
Hypercompe obesa är en fjärilsart som beskrevs av Walker 1855. Hypercompe obesa ingår i släktet Hypercompe och familjen björnspinnare. Inga underarter finns listade i Catalogue of Life.